# Aurora Sanseverino

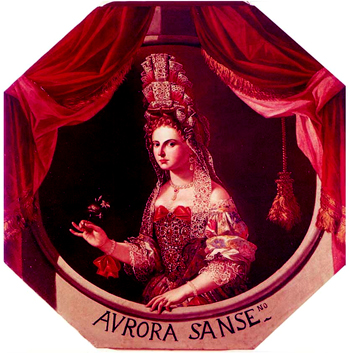
Aurora Sanseverino, Porträt von Francesco Solimena

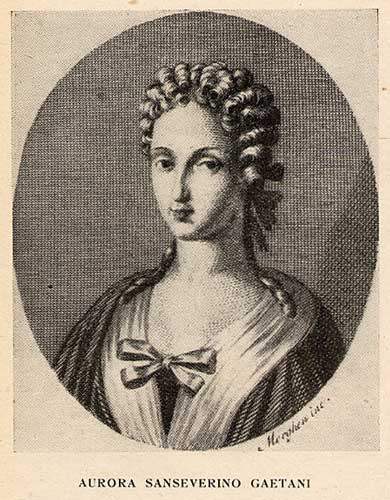
Aurora Sanseverino, Datum und Künstler unbekannt

Aurora Sanseverino, Prinzessin von Bisignano (* 28. April 1669 in Saponaria; † 2. Juli 1726 in Piedimonte Matese) war eine italienische Adelige, Dichterin und Kunstmäzenin, die zu den wichtigsten Salonieren und Mäzeninnen des Königreichs Neapel gehörte.

## Leben
Sie wurde als Tochter von Carlo Maria Sanseverino, Fürst von Bisignano und Graf von Saponaria und Chiaromonte, und Maria Fardella, Gräfin von Paceco, geboren. Ihr Name soll von einem Gemälde des Abtes Giovanni Ferro mit dem Titel L'Aurora („Die Morgenröte“), auf dem ein schönes Mädchen abgebildet ist, das Blumen über die Welt verstreut, inspiriert worden sein.
Als Kind lernte sie verschiedene Fächer wie Latein, Philosophie, Malerei und Musik, doch ihre wahre Leidenschaft galt der Poesie. Unter dem Druck ihres Vaters heiratete sie am 25. Dezember 1680, im Alter von 11 Jahren, den Grafen Girolamo Acquaviva di Conversano, die jedoch nur bis September 1681 dauerte. Sie kehrte für kurze Zeit nach Saponaria zurück und unternahm mehrere Reisen mit ihrem Vater, unter anderem nach Palermo und Neapel.
Eine zweite Ehe schloss sie am 28. April 1686 mit Nicola Gaetani dell'Aquila d'Aragona, Graf von Alife, Herzog von Laurenzana und Fürst von Piedimonte, mit dem sie zwei Kinder hatte, Cecilia und Pasquale. Nach ihrer Heirat zog sie in das Haus ihres Mannes in Neapel, einer Stadt mit einem intensiven kulturellen Leben zu dieser Zeit. In ihrem neapolitanischen Haus beherbergte sie verschiedene Dichter, Musiker und Maler und schuf so einen berühmten literarischen Salon, der von Persönlichkeiten wie Giambattista Vico, Alessandro Scarlatti, Francesco Solimena, Gian Vincenzo Gravina und Giuseppe Valletta besucht wurde. Neben ihrer literarischen Tätigkeit war sie eine geschickte Jägerin und nahm an Wildschweinjagden in den Bergen von Matese teil.
Im Jahr 1691 schrieb sie sich an der Accademia dell'Arcadia in Rom ein, wo sie von Giovanni Mario Crescimbeni unterrichtet wurde. Sie nahm den Namen Lucinda Coritesia an und verfasste mehrere Gedichte. Sanseverino besuchte auch die Accademia degli Spensierati in Rossano, die von Giacinto Gimma geleitet wurde. Sie war Mitglied der Colonia Sebezia in Neapel und der Accademia degli Innominati in Bra unter dem Pseudonym La Perenne.
Auf ihre Veranlassung hin wurde in Piedimonte, in der Nähe des Herzogspalastes der Familie Gaetani, wo sich früher der Sitz der Gemeinde befand, ein kleines Theater gebaut. Dort fanden im Laufe der Zeit Aufführungen statt, in denen Sanseverino auch als Schauspielerin mitwirkte. Im Jahr 1699 wurde eine Komödie eines unbekannten Autors mit dem Titel Marte e Imeneo aufgeführt. Der Prolog wurde von dem Bologneser Komponisten Giacomo Antonio Perti vertont, mit dem Sanseverino  einen Briefwechsel unterhielt.
1707 wurde Il Radamisto, ein Melodram von Niccolò Giuvo (einem von ihr protegierten Librettisten, der an ihrem Hof lebte) und Nicola Fago, aufgeführt. Weitere Opernaufführungen wurden organisiert, wie La Semèle von Giuvo, La cassandra indovina von Giuvo und Fago und Aci, Galatea e Polifemo von Georg Friedrich Händel. Letztere wurde auch in Neapel im Palast des Herzogs von Alvito anlässlich der Hochzeit seiner Nichte Beatrice Tocco Sanseverino mit Herzog Tolomeo Gallio Trivulzio aufgeführt und 1711 in ihrem Theater in Piedimonte anlässlich der Hochzeit ihres Sohnes Pasquale wiederholt. Im Jahr 1716 gab das Ehepaar Gaetani-Sanseverino in ihrer neapolitanischen Residenz anlässlich der Geburt von Leopold Erzherzog von Österreich (der im Alter von sieben Monaten vorzeitig verstarb) in Anwesenheit des Vizekönigshofs und zahlreicher anderer Adliger La gloria di primavera von Giuvo in der Vertonung von Alessandro Scarlatti zum Besten.
Das Mäzenatentum Sanseverinos führte auch zu weiteren Werken von Komponisten wie Francesco Mancini, Domenico Sarro, Nicola Porpora, Giuseppe Vignola und Giovanni Paolo de Domenico. Auch im Bereich der Malerei und Bildhauerei war sie aktiv und zählte Luca Giordano, Giovan Domenico Vinaccia, Francesco Solimena, Paolo De Matteis und Andrea Belvedere zu ihren Schützlingen.
Neben dem Theater im Palazzo Ducale widmete sie sich auch karitativen Aktivitäten: Sie ließ in Piedimonte das Conservatorio delle orfane errichten (1711), in dem zahlreiche junge Mädchen untergebracht waren und dessen Verwaltung der Bruderschaft Santa Maria Occorrevole anvertraut wurde; das Convento delle Grazie, in dem sie den Ordensleuten die öffentliche Erziehung der örtlichen Kinder anvertraute, und die Chiesa dell'Immacolata Concezione dei Chierici Regolari Minori bauen. Nach dem Tod der Bologneser Sängerin Anna Sarti half sie deren Mutter und den beiden Schwestern auf eigene Kosten und lud den Komponisten und Schützling Giacomo Antonio Perti ein, sich um sie zu kümmern.
Sanseverino wurde von vielen Persönlichkeiten ihrer Zeit geehrt. Der Theologe und Dichter Carlo Sernicola widmete ihr und ihrem Mann 1700 sein Werk Ossequi poetici, und der Dramatiker Andrea Perrucci widmete ihr ein Sonett. Giacinto Gimma bezeichnete sie als „eine der gebildetsten Frauen des Jahrhunderts“, und Bernardo De Dominici bezeichnete sie als eine „Heldin unserer Zeit“. Der Komponist Giuseppe Avitrano huldigte ihr in L'Aurora, der ersten seiner zwölf vierstimmigen Sonaten, op. 3 (1713). Niccolò Amenta widmete ihr eine Komödie mit dem Titel La Giustina und bezeichnete sie als „die neue Penthesilea unserer Zeit“. Gherardo degli Angioli huldigte ihr mit seinem Sonett In morte di Aurora Sanseverino.
Der letzte Abschnitt ihres Lebens war von einigen traurigen Ereignissen geprägt, wie dem Tod ihrer Kinder Pasquale und Cecilia. Cecilia, die 1710 starb, hatte kurz zuvor Raimondo di Sangro zur Welt gebracht. Sanseverino starb 1726 im Alter von 57 Jahren. Sie wurde in der Chiesa dell'Immacolata Concezione  beigesetzt, die sie selbst gebaut hatte. Ihr Ehemann Nicola starb 1741 im Alter von 79 Jahren.
Ein Großteil ihrer eigenen Werke ist verloren gegangen, nur einige Sonette und Auszüge aus musikalischen Komödien zeugen von einer literarischen Tätigkeit. Obwohl moderne Kritiker ihr Werk als „nicht genießbar und im Wesentlichen künstlich“ gebrandmarkt haben, fand Sanseverinos poetische Aktivität in den Jahrhunderten davor auch Bewunderer wie Niccolò Tommaseo, der ihre Kompositionen als „de' più sentiti ch'abbia la raccolta“ bezeichnete.